# Stenurella samai
Stenurella samai är en skalbaggsart som beskrevs av Rapuzzi 1995. Stenurella samai ingår i släktet Stenurella och familjen långhorningar. Inga underarter finns listade i Catalogue of Life.